# Michał Klepacz
Michał Klepacz (ur. 23 lipca 1893 w Warszawie, zm. 27 stycznia 1967 w Łodzi) – polski duchowny rzymskokatolicki, doktor teologii, biskup diecezjalny łódzki w latach 1947–1967, przewodniczący Konferencji Episkopatu Polski w latach 1953–1956.

## Życiorys
Urodził się 23 lipca 1893 w Warszawie, w rodzinie Stanisława i Marii z Prokopów. W 1910 ukończył gimnazjum w Warszawie, zdał egzamin dojrzałości i wstąpił do seminarium duchownego w Kielcach. Następnie podjął studia w Akademii Duchownej w Petersburgu. 2 czerwca 1916 został w Petersburgu wyświęcony na prezbitera przez biskupa Jana Cieplaka. W 1918 jako kandydat teologii kontynuował studia na Katolickim Uniwersytecie Lubelskim, gdzie uzyskał magisterium z teologii, a w 1933 doktorat.
W latach 1919–1937 był profesorem seminarium duchownego w Kielcach. Objął katedrę filozofii chrześcijańskiej na Uniwersytecie Stefana Batorego w Wilnie. Po wybuchu II wojny światowej prowadził wykłady w seminarium duchownym w Wilnie i na tajnym uniwersytecie. Aresztowany wraz z innymi profesorami wydziału teologicznego przez funkcjonariuszy Gestapo w 1942, uwięziony w obozach pracy przymusowej w Wyłkowyszkach, Szałtupiach i Prawieniszkach na Litwie.
Profesor seminarium duchownego w Wilnie i Białymstoku w latach 1944–1946. W 1947 został profesorem zwyczajnym wydziału teologicznego uniwersytetu w Wilnie.
Prekonizowany na stolicę biskupią w Łodzi 20 grudnia 1946. Kanonicznie objął rządy nad diecezją łódzką 2 marca 1947, konsekrowany został 13 kwietnia 1947 w kościele farnym w Białymstoku przez kardynała Augusta Hlonda, prymasa Polski. 20 kwietnia 1947 odbył ingres do katedry łódzkiej.
28 września 1953, trzy dni po aresztowaniu przez funkcjonariuszy Ministerstwa Bezpieczeństwa Publicznego prymasa Stefana Wyszyńskiego, na żądanie władz PRL przejął przewodnictwo Konferencji Episkopatu Polski. 17 grudnia 1953 biskupi polscy złożyli ślubowanie na wierność PRL. W czasie pełnienia obowiązków przewodniczącego KEP 26 sierpnia 1956, pod nieobecność internowanego prymasa Stefana Wyszyńskiego, odczytał rotę Jasnogórskich Ślubów Narodu Polskiego.
Uczestniczył we wszystkich czterech sesjach soboru watykańskiego II, zasiadał w Komisji do Spraw Studiów i Seminariów soboru.
Pochowany został w krypcie biskupów ordynariuszy łódzkiej katedry.

## Wyróżnienia
W 1947 został doktorem honoris causa Uniwersytetu w Wilnie.